# Vestarque
Le vestarque (en grec : βεστάρχης, vestarchēs) est une importante dignité honorifique byzantine de la fin du Xe au début du XIIe siècle. 

## Histoire
Le terme vestarchēs signifie « chef des vestai », une autre catégorie de hautes dignités de cour. Étymologiquement, ces termes sont liés au vestiarion (la garde-robe impériale), mais en dépit de tentatives plus anciennes de lier le vestai/vestarchēs aux fonctions du vestiarion (à l'exemple de Louis Bréhier), aucune relation ne semble avoir existé,.  
Le vestarque est mentionné pour la première fois dans le Taktikon de l'Escorial, une liste de dignités et de titres de cour ainsi que leur préséance compilée dans les années 970. À l'origine, le titre est réservé aux eunuques importants de la cour impériale, mais il finit par récompenser aussi des officiers majeurs après le milieu du XIe siècle. Parmi ses détenteurs figurent les généraux Michel Bourtzès, Nicéphore Mélissène et peut-être les futurs empereurs Nicéphore III Botaniatès et Romain IV Diogène ainsi que d'importants fonctionnaires judiciaires de Constantinople. Dans la hiérarchie du palais, le titre de vestarque se situe entre le titre de magistros et celui de vestēs, mais il perd de sa valeur avec l'inflation de titres au cours des dernières décennies du XIe siècle. Au tournant du siècle, le nouveau titre de prōtovestarchēs (en grec : πρωτοβεστάρχης, « premier des vestarques ») est attesté comme récompense pour les juges et les notaires. Les deux titres sont encore présents au début du XIIe siècle mais ils disparaissent complètement peu après. 